# Gornja Visočka
 Gornja Visočka  falu Horvátországban, Károlyváros megyében. Közigazgatásilag Szluinhoz tartozik.

## Fekvése
Károlyvárostól 26 km-re délre, községközpontjától 18 km-re északra a Kordun területén a Korana mentén fekszik.

## Története
1857-ben 115, 1910-ben 167 lakosa volt. Trianonig Modrus-Fiume vármegye Szluini járásához tartozott. 2011-ben a falunak 16  lakosa volt.

## Lakosság
| Lakosság változása | Lakosság változása | Lakosság változása | Lakosság változása | Lakosság változása | Lakosság változása | Lakosság változása | Lakosság változása | Lakosság változása | Lakosság változása | Lakosság változása | Lakosság változása | Lakosság változása | Lakosság változása | Lakosság változása | Lakosság változása |
| ------------------ | ------------------ | ------------------ | ------------------ | ------------------ | ------------------ | ------------------ | ------------------ | ------------------ | ------------------ | ------------------ | ------------------ | ------------------ | ------------------ | ------------------ | ------------------ |
| 1857               | 1869               | 1880               | 1890               | 1900               | 1910               | 1921               | 1931               | 1948               | 1953               | 1961               | 1971               | 1981               | 1991               | 2001               | 2011               |
| 115                | 144                | 140                | 167                | 147                | 167                | 131                | 135                | 118                | 138                | 118                | 88                 | 62                 | 28                 | 10                 | 16                 |